# ATP Challenger Banja Luka
Das ATP Challenger Banja Luka (offizieller Name: bis 2017: Banja Luka Challenger, seit 2018 Srpska Open) war ein zwischen 2002 und 2023 jährlich stattfindendes Tennisturnier in Banja Luka. Es war Teil der ATP Challenger Tour und wurde im Freien auf Sandplatz ausgetragen. Juri Schtschukin gewann mit zwei Titeln im Doppel sowie einem im Einzel das Turnier am häufigsten.

## Bisherige Sieger

### Einzel
| Jahr | Sieger                         | Finalgegner                    | Ergebnis          |
| ---- | ------------------------------ | ------------------------------ | ----------------- |
| 2023 | Dino Prižmić                   | Kimmer Coppejans               | 6:2, 6:3          |
| 2022 | Fábián Marozsán                | Damir Džumhur                  | 6:2, 6:1          |
| 2021 | Juan Manuel Cerúndolo          | Nikola Milojević               | 6:3, 6:1          |
| 2020 | abgesagt                       | abgesagt                       | abgesagt          |
| 2019 | Tallon Griekspoor              | Sumit Nagal                    | 6:2, 6:3          |
| 2018 | Alessandro Giannessi           | Carlos Berlocq                 | 6:76, 6:4, 6:4    |
| 2017 | Maximilian Marterer            | Carlos Taberner                | 6:1, 6:2          |
| 2016 | Adam Pavlásek                  | Miljan Zekić                   | 3:6, 6:1, 6:4     |
| 2015 | Dušan Lajović                  | Victor Hănescu                 | 7:65, 7:65        |
| 2014 | Viktor Troicki                 | Albert Ramos Viñolas           | 7:5, 4:6, 7:5     |
| 2013 | Aljaž Bedene                   | Diego Schwartzman              | 6:3, 6:4          |
| 2012 | Victor Hănescu                 | Andreas Haider-Maurer          | 6:4, 6:1          |
| 2011 | Blaž Kavčič                    | Pere Riba                      | 6:4, 6:1          |
| 2010 | Marsel İlhan                   | Pere Riba                      | 6:0, 7:64         |
| 2009 | Daniel Gimeno Traver           | Julian Reister                 | 6:4, 6:1          |
| 2008 | Ilija Bozoljac                 | Daniel Gimeno Traver           | 6:4, 6:4          |
| 2007 | Konstantinos Economidis        | Iván Navarro                   | 7:6, 6:4          |
| 2006 | Marco Mirnegg                  | Nicolas Devilder               | 6:2, 6:4          |
| 2005 | Vasilis Mazarakis              | Viktor Troicki                 | 6:2, 6:2          |
| 2004 | Juri Schtschukin               | Werner Eschauer                | 7:6, 7:6          |
| 2003 | Mario Radić                    | František Čermák               | 6:4, 6:3          |
| 2002 | Tomas Behrend/ Werner Eschauer | Tomas Behrend/ Werner Eschauer | nicht ausgespielt |

### Doppel
| Jahr | Sieger                                     | Finalgegner                           | Ergebnis                            |
| ---- | ------------------------------------------ | ------------------------------------- | ----------------------------------- |
| 2023 | Victor Vlad Cornea Philipp Oswald          | Andrei Golubew Denys Moltschanow      | 3:6, 6:1, [15:13]                   |
| 2022 | Wladyslaw Manafow Oleh Prychodko           | Fabian Fallert Hendrik Jebens         | 6:3, 6:4                            |
| 2021 | Antonio Šančić (2) Nino Serdarušić         | Ivan Sabanov Matej Sabanov            | 6:3, 6:3                            |
| 2020 | abgesagt                                   | abgesagt                              | abgesagt                            |
| 2019 | Sadio Doumbia Fabien Reboul                | Sergio Galdós Facundo Mena            | 6:3, 7:64                           |
| 2018 | Andrej Martin Hans Podlipnik-Castillo      | Laurynas Grigelis Alessandro Motti    | 7:5, 4:7, [10:7]                    |
| 2017 | Marin Draganja (3) Tomislav Draganja       | Danilo Petrović Ilija Vučić           | 6:4, 6:2                            |
| 2016 | Roman Jebavý (1) Jan Šátral (1)            | Andrea Arnaboldi Maximilian Neuchrist | 7:63, 4:6, [10:7]                   |
| 2015 | Ilija Bozoljac Flavio Cipolla (2)          | Jaroslav Pospíšil Jan Šátral          | 6:2, 7:5                            |
| 2014 | Dino Marcan Antonio Šančić (1)             | Jaroslav Pospíšil Adrian Sikora       | 7:5, 6:4                            |
| 2013 | Marin Draganja (2) Nikola Mektić           | Dominik Meffert Alexander Nedowessow  | 6:4, 3:6, [10:6]                    |
| 2012 | Marin Draganja (1) Lovro Zovko             | Colin Ebelthite Jaroslav Pospíšil     | 6:1, 6:1                            |
| 2011 | Marco Crugnola Rubén Ramírez Hidalgo       | Jan Mertl Matwé Middelkoop            | 7:63, 3:6, [10:8]                   |
| 2010 | Jamie Cerretani David Škoch                | Adil Shamasdin Lovro Zovko            | 6:1, 6:4                            |
| 2009 | Dustin Brown Rainer Eitzinger (2)          | Ismar Gorčić Simone Vagnozzi          | 6:4, 6:3                            |
| 2008 | Attila Balázs Amir Hadad                   | Rameez Junaid Philipp Marx            | 7:5, 6:2                            |
| 2007 | Alexander Krasnoruzki Alexander Kudrjawzew | Diego Junqueira Vladimir Obradović    | 6:2, 6:4                            |
| 2006 | Joseph Sirianni Stefan Wauters             | Ivan Dodig Aleksandar Marić           | 6:4, 3:6, [10:4]                    |
| 2005 | Flavio Cipolla (1) Rainer Eitzinger (1)    | Jeroen Masson Stefan Wauters          | 4:6, 6:3, 6:3                       |
| 2004 | Jasper Smit Martín Vassallo Argüello       | Jasper Smit Martín Vassallo Argüello  | nicht gespielt, da nur ein Finalist |
| 2003 | Ionuț Moldovan Juri Schtschukin (2)        | Nikola Ćirić Goran Tošić              | 6:2, 7:5                            |
| 2002 | Jaroslav Levinský Juri Schtschukin (1)     | Juan Pablo Guzmán Daniel Orsanic      | 7:6, 7:5                            |